# ヒケタス (レオンティノイの僭主)
ヒケタス (ギリシア語：ἹκέταςまたはἹκέτης）は、シュラクサイ（現在のシラクサ）の将軍でレオンティノイ（現在のレンティーニ）の僭主。シュラクサイの僭主ディオニュシオス2世やコリントスの将軍ティモレオンと同時代の人物である。

## 生涯
ヒケタスが歴史に最初に現れるのはシュラクサイの政治家ディオンの友人としてである。紀元前353年にディオンが死ぬと、その未亡人アレテー（ディオニュシオス1世の娘）と姉のアリストマケ（ディオニュシオス1世の妻）はヒケタスに保護を求めた。ヒケタスはこれを引き受けたが、しばらくするとディオンの政敵に説得されて、二人をコリントス行きの船に乗せた。この際に、秘密裏に航海中に二人を殺害するように指示を出していた。
その後の混乱に乗じて、ヒケタスはレオンティノイの支配権を手に入れた。紀元前346年にディオニュシオス2世がシュラクサイに僭主として復帰すると、レオンティノイはディオニュシオスに不満を持つシュラクサイ人の拠点となった。しかしヒケタスはディオニュシオスを追放して彼自身がシュラクサイの僭主になることを密かに願っていた。他方、カルタゴの侵略に対する恐れとシケリアの安定を回復するため、シケリア人（シュラクサイからの追放者も含め）はシュラクサイの母都市であるコリントスに援助を求める使節を送ることとした。ヒケタスは表向きはこの要求に加わったが、かれの陰謀とは全く反対であり、同時にカルタゴとの秘密交渉をはじめていた。紀元前344年、ヒケタスはかなりの兵力を組織して、シュラクサイを攻撃した。ヒケタスはディオニュシオスに対して決定的な勝利を得、ディオニュシオスが立て篭もるオルティジア島の要塞を除いてシュラクサイ全域を手中に収めた。
このような状況の中、ティモレオンはカルタゴの目を逃れてシケリアに上陸した。ヒケタスはティモレオンがアドラヌス（現在のアドラーノ）の占領のために進軍していることを知り、これを阻止するために自軍の兵をアドラヌスに向けた。しかし、ヒケタスは敗北して大損害を受け、その直後にディオニュシオスはヒケタスに降伏し、オルティジア島の要塞をコリントス軍に引き渡した。
ヒケタスは今や新たな敵に対応することが必要になり、ティモレオンの暗殺が失敗すると、大っぴらにカルタゴの援助を求めることとし、マゴが率いる大艦隊と陸軍をシュラクサイ市内と港に引き入れた。ヒケタスとマゴの合同作戦は、しかしながら、上手くいかなかった。コリントス軍の補給を断つためにカタナ（現在のカターニア）に向かって行軍している途中、オルティジア島要塞のコリントス軍指揮官であるネオンが出撃し、アクラディナ地区（シュラクサイの北部海岸沿いの地区）を奪回した。その直後に、マゴはカルタゴ軍傭兵部隊の不満と離反を恐れ、全軍と共にカルタゴに撤退した（第二次シュラクサイ包囲戦）。
ヒケタスはもはやティモレオンがシュラクサイの指導者になることを防ぐことはできなかった。ティモレオンはシュラクサイの問題を片付けると、レオンティノイに兵を向け、ヒケタスを追放した。その時点ではカルタゴの侵略に対応する必要はなかったが、紀元前339年にカルタゴ軍が遠征してくると、クリミスス川の戦いで勝利した。その後ティモレオンはシケリアからすべての僭主を追放して民主政を導入するという、彼の計画を再開した。
ヒケタスはカタナの僭主マメルクス（en）と同盟を結び、ギスコが送ったカルタゴからの援軍を受けて、当初は多少の成功を収めた。しかしダムリアス川でティモレオンに決定的な敗北を喫し、捕虜となって息子のエウポレムスと共に処刑された。妻と娘たちはシュラクサイに送られ、アレテーとアリストマケに対するヒケタスの行為の復讐として、民会の決議より処刑された